# Weber Cup
Der Weber Cup ist ein jährlich ausgetragenes Bowlingturnier zwischen den Mannschaften der USA und Europa, der erste Vergleich fand im Jahre 2000 statt, der vorerst letzte 2021.

## Benennung und Veranstaltungsorte
Der Weber Cup wurde nach der amerikanischen Bowling-Legende Dick Weber benannt.
Von 2005 bis 2015 wurde der Weber Cup im Barnsley Metrodome, einem weiträumigen Sport- und Entertainmentkomplex in der englischen Stadt Barnsley, ausgetragen. 2016 fand der Weber Cup in Event City, einem Veranstaltungscenter in Manchester, statt. 2017 kehrte der Weber Cup wieder nach Barnsley zurück. 2018 wurde das Turnier erstmals in der Arena MK in der englischen Stadt Milton Keynes ausgetragen. 2019 wurde das Turnier erstmals nicht in Europa, sondern in den USA im Hotel- und Casinokomplex Mandalay Bay in Paradise abgehalten. 2020 sollte der Weber Cup zum ersten Mal in der Morningside Arena im englischen Leicester stattfinden, der ursprünglich geplante Termin (5. bis 7. Juni 2020) wurde aufgrund der COVID-19-Pandemie bereits im Mai 2020 auf den 23. bis 25. Oktober 2020 verschoben. Im August 2020 entschieden sich dann die Veranstalter dazu, das Turnier ohne Zuschauer in der Ricoh Arena in Coventry vom 19. bis 21. Oktober 2020 abzuhalten.
2021 wurde der Weber Cup vom 14. bis 16. Oktober in der Morningside Arena im englischen Leicester abgehalten. Eigens für das Turnier wird eine Bowlingbahn mit Zuschauertribünen sowie Aufbauten für die Fernsehübertragung versehen.
Offenbar fand in den Jahren 2022 bis 2024 kein Weber Cup statt; auf der offiziellen Webseite finden sich lediglich Informationen zum Wettbewerb 2021. Ob der Weber Cup im Jahr 2025 stattfinden wird, ist aktuell (Dezember 2024) ebenso fraglich wie der Fortbestand der Turnierserie generell.

## Turniermodus
Das Turnier wird über drei Tage ausgetragen, von Freitag bis Sonntag. Die beiden Mannschaften bestehen aus je 5 Spielern (1 Captain und 4 Spieler), welche in den drei Disziplinen Einzel, Doppel und Team (Baker Match genannt) gegeneinander antreten. In den Jahren 2000 bis 2006 wurden während des Turniers insgesamt 35 Matches ausgetragen, sodass diejenige Mannschaft, welche zuerst 18 Punkte erreicht hatte, als Sieger hervorging. Von 2007 bis 2015 war die Anzahl der Matches auf 33 reduziert, sodass 17 Punkte für einen Sieg genügten. Von 2016 bis 2018 wurde der Spielmodus „Best of 37“, 2019 dann wieder „Best of 35“ verwendet. 2020 wurde aufgrund der COVID-19-Pandemie das Turnier ohne Zuschauer abgehalten und der Turniermodus auf „first to 23“ geändert, 2021 kehrte man wieder zum Modus „Best of 37“ zurück.

## Ergebnisse
Bei mittlerweile 22 Aufeinandertreffen seit dem Jahr 2000 konnte jede der beiden Mannschaften 11 Siege für sich verbuchen.
| Jahr | Datum              | Austragungsort                           | Gewinner | Gewinner | Verlierer | Verlierer |
| ---- | ------------------ | ---------------------------------------- | -------- | -------- | --------- | --------- |
| 2000 | 2. – 4. Juni       | Warschau, Polen                          | USA      | 18       | Europa    | 11        |
| 2001 | 16. – 18. November | Dagenham, England                        | USA      | 18       | Europa    | 12        |
| 2002 | 15. – 17. November | Sheffield, England                       | USA      | 18       | Europa    | 13        |
| 2003 | 7. – 9. November   | Greater Manchester, England              | Europa   | 18       | USA       | 14        |
| 2004 | 8. – 10. Oktober   | Greater Manchester, England              | Europa   | 18       | USA       | 11        |
| 2005 | 11. – 13. November | Barnsley, England                        | Europa   | 18       | USA       | 16        |
| 2006 | 20. – 22. Oktober  | Barnsley, England                        | USA      | 18       | Europa    | 17        |
| 2007 | 19. – 21. Oktober  | Barnsley, England                        | USA      | 17       | Europa    | 15        |
| 2008 | 3. – 5. Oktober    | Barnsley, England                        | USA      | 17       | Europa    | 13        |
| 2009 | 2. – 4. Oktober    | Barnsley, England                        | Europa   | 17       | USA       | 11        |
| 2010 | 12. – 14. November | Barnsley, England                        | Europa   | 17       | USA       | 13        |
| 2011 | 14. – 16. Oktober  | Barnsley, England                        | USA      | 17       | Europa    | 15        |
| 2012 | 12. – 14. Oktober  | Barnsley, England                        | USA      | 17       | Europa    | 7         |
| 2013 | 11. – 13. Oktober  | Barnsley, England                        | Europa   | 17       | USA       | 14        |
| 2014 | 10. – 12. Oktober  | Barnsley, England                        | Europa   | 17       | USA       | 16        |
| 2015 | 16. – 18. Oktober  | Barnsley, England                        | Europa   | 17       | USA       | 8         |
| 2016 | 5. – 7. August     | Manchester, England                      | Europa   | 19       | USA       | 11        |
| 2017 | 8. – 10. September | Barnsley, England                        | Europa   | 19       | USA       | 12        |
| 2018 | 15. – 17. Juni     | Milton Keynes, England                   | USA      | 19       | Europa    | 10        |
| 2019 | 18. – 21. Juni     | Paradise, Vereinigte Staaten von Amerika | USA      | 18       | Europa    | 14        |
| 2020 | 19. – 21. Oktober  | Coventry, England                        | USA      | 23       | Europa    | 18        |
| 2021 | 14. – 16. Oktober  | Leicester, England                       | Europa   | 18       | USA       | 17        |

| Jahr         | Team | Team   | Stand   | Punkte    |
| ------------ | ---- | ------ | ------- | --------- |
| 2000 – heute | USA  | Europa | 11 – 11 | 343 – 340 |

## Fernsehübertragung
In Deutschland wurde der Weber Cup bis 2016 vom Pay-TV-Sender Sky übertragen, seit 2017 übernimmt der Streamingdienst DAZN die Live-Übertragung. 2018 bot der Fernsehsender Sport1 die Highlights des Tages in einer Zusammenfassung an.

## Livekommentar von Fans
Fans des Bowlingsports haben auf der Plattform Youtube einen deutschsprachigen Live-Kommentar organisiert.